# Luboš Bartoň
Luboš Bartoň (* 7. dubna 1980 Česká Lípa) je bývalý český basketbalista. Hrál na pozici křídla, případně pivota, evropsky uznávaný hráč v defenzivě a excelentní střelec z perimetru. Je vysoký 202 cm, váží 104 kg. Reprezentoval ČR v letech 1999–2016, zúčastnil se celkem 17 šampionátů/akcí FIBA

## Kariéra
Odchovanec BK Česká Lípa - k basketbalu se dostal jako 7letý, když si po přijetí staršího bratra při výběru začátečníků v r. 1987 vymohl rovněž zařazení do týmu minižáků. Za vedení trenéra Miroslava Potměšila se rychle rozvíjel v mládežnických družstvech v České Lípě a byl zařazen i do reprezentačních výběrů U17 a U19. V 17 letech mu kvůli rychlejšímu hráčskému růstu bylo povoleno hostování v prvoligovém BK Děčín, kde se rychle stal oporou (mentorem mu byl českolipský rodák Petr Janouch, v Děčíně dohrávající kariéru). Po maturitě odejel studovat a hrát basketbal do USA na Universita Vallparaiso, se kterou vyhrál mj. soutěž NCAA. V r. 2002 byl zařazen do draftu NBA zároveň s Jiří Welsch, ale na poslední chvíli (ačkoli uveden v oficiálním manuálu akce) svou účast stáhl. V dalších letech hrál v klubech v Itálii (Montepaschi Siena), Španělsku (Valencia, Badalona, Barcelona...). V dresu Barcelony, kde se stal jedním z pilířů týmu, vyhrál v r. 2010 Euroligu (basketbalová obdoba fotbalové Champions League). Po návratu do ČR hrál krátce za USK Praha, v létě 2014 přestoupil do týmu ČEZ Basketbal Nymburk. V závěru roku 2015 využil nabídky klubu Barcelony, kde působil v rezervním týmu. Zároveň pomáhá s výchovou mladých hráčů a připravuje se na trenérskou kariéru.
Býval jednou z opor české basketbalové reprezentace, v létě roku 2016 se rozhodl ukončit reprezentační kariéru.

## Osobní život
Žije v Barceloně s portugalskou manželkou, mají dvě děti.